# Bomberman Land
Bomberman Land (ボンバーマンランド?, Bonbāman Rando) è un videogioco sviluppato e pubblicato da Hudson Soft per PlayStation il 21 dicembre 2000 esclusivamente in Giappone per festeggiare il quindicesimo anniversario del franchise Bomberman, inoltre è anche il primo della serie Land. Successivamente è stato distribuito sul servizio online PlayStation Network il 24 settembre 2008.

## Trama
La storia ha inizio con White Bomber che si trova su una spiaggia per passare il tempo e rilassarsi dopo tante avventure, qui riceve un invito per entrare in un parco divertimenti. Arrivato al luogo designato, nota la presenza dei suoi amici e di altri personaggi che sono stati invitati a loro volta, tuttavia fa la sua apparizione anche una misteriosa figura su un maxischermo, che rapisce l'organizzatore dell'evento. Così per salvarlo, White Bomber e gli altri avranno il compito di partecipare a tutte le prove, uscendone vincitori, e sconfiggendo il campione in carica al suo stesso gioco.

## Modalità di gioco
L'obiettivo del gioco è quello di collezionare tutti i pezzi delle 125 B-CARD, i quali si potranno ottenere dopo aver superato diverse avventure all'interno di Bomberman Land, un parco divertimenti a tema.
Bomberman Land permette al giocatore di avventurarsi in una serie di minigiochi nella modalità Story (Storia), in alternativa è possibile affrontare le varie prove anche in multigiocatore le quali prevederanno il completamento di numerosi livelli, rompicapo e missioni. Il gioco presenta anche la modalità Battle Pack, che offre l'esperienza di gioco classica della serie.

## Accoglienza
| Testata | Giudizio |
| ------- | -------- |
| Famitsū | 27/40    |

La rivista settimanale Famitsū recensì il gioco dandogli un punteggio di 27 su 40.